# Цамблаки
Помилка Lua у Модуль:Navbar у рядку 61: Неприпустима назва {{subst:PAGENAME}}.
Цамблаки (рум. Ţamblac, лат. Camblak) — болгарський рід, ймовірно половецького або італійського походження. Його представники грали помітну роль в історії Візантії, Болгарії, Сербії, Литви та Русі. У Болгарії відомий з 1-ї половини XIV століття (зокрема в Бориловому синодику міститься славослів до Цамблака, великого примікірія болграського царя Івана-Олександра). Серед найвідоміших представників — Григорій Цамблак, митрополит Київський і Віленський.

## Представники
- Григорій Цамблак — митрополит Київський.